# گونه (فیلم)
گونه (به انگلیسی: Species) نام یک فیلم علمی_تخیلی محصول سال ۱۹۹۵ به کارگردانی راجر دونالدسون است. در این فیلم بن کینگزلی، ناتاشا هنستریج، مایکل مدسن، فارست ویتاکر، آلفرد مولینا، مارگ هلنبرگر، میشل ویلیامز و آنتونی گوئیدرا بازی کردند.
گونه ۲ و گونه ۳ دنباله‌های این فیلم هستند.

## خلاصه داستان
گونه جدیدی از موجودات تولید شده که ترکیبی است از انسان و یک موجود فضایی او درجای مخصوصی در یک آزمایشگاه نگهداری می‌شود تا اینکه این گونه جدید (ناتاشا هنستریج) فرار می‌کند وماموران تعقیب او را آغاز می‌کنند این موجود با کشتن آدم‌ها می‌تواند اندیشه ومغز آن‌ها را تصاحب کند و بر قدرت خود بیفزاید حالا گونه جدید (ناتاشا هنستریج) می‌خواهد تولید مثل کند و….